# Леонид Александрийски
Леонид Александрийски (на гръцки: Λεωνίδης) е гръцки раннохристиянски мъченик, който живее през II и началото на III век сл. Хр.

## Биография
Според християнския историк Евсевий Кесарийски синът на Леонид е един от ранните отци на Църквата – Ориген. Евсевий също отбелязва, че Леонид е от гръцки произход. В същия разказ той описва как Леонид загива като мъченик по време на гоненията на римския император Септимий Север през 202 г. сл. Хр. Осъден на смърт от египетския префект Лакт, той е обезглавен, а имуществото му е конфискувано.

## Семейство
Името на съпругата на Леонид остава неизвестно, но след раждането на Ориген тя има поне още шест деца.
Неоплатоникът Порфирий твърди, че родителите на Ориген са езичници.
Леонид посвещава децата си на християнското учение и ги обучава усърдно. Ориген се опитва да последва баща си в мъченичеството, но майка му го възпира, като скрива дрехите му, за да не може да напусне дома.

## Честване
Католическата църква чества празника на Леонид на 22 април..